# Peugeot 407
Peugeot 407 – samochód osobowy klasy średniej produkowany przez francuską markę Peugeot w latach 2004 – 2011.

## Historia modelu

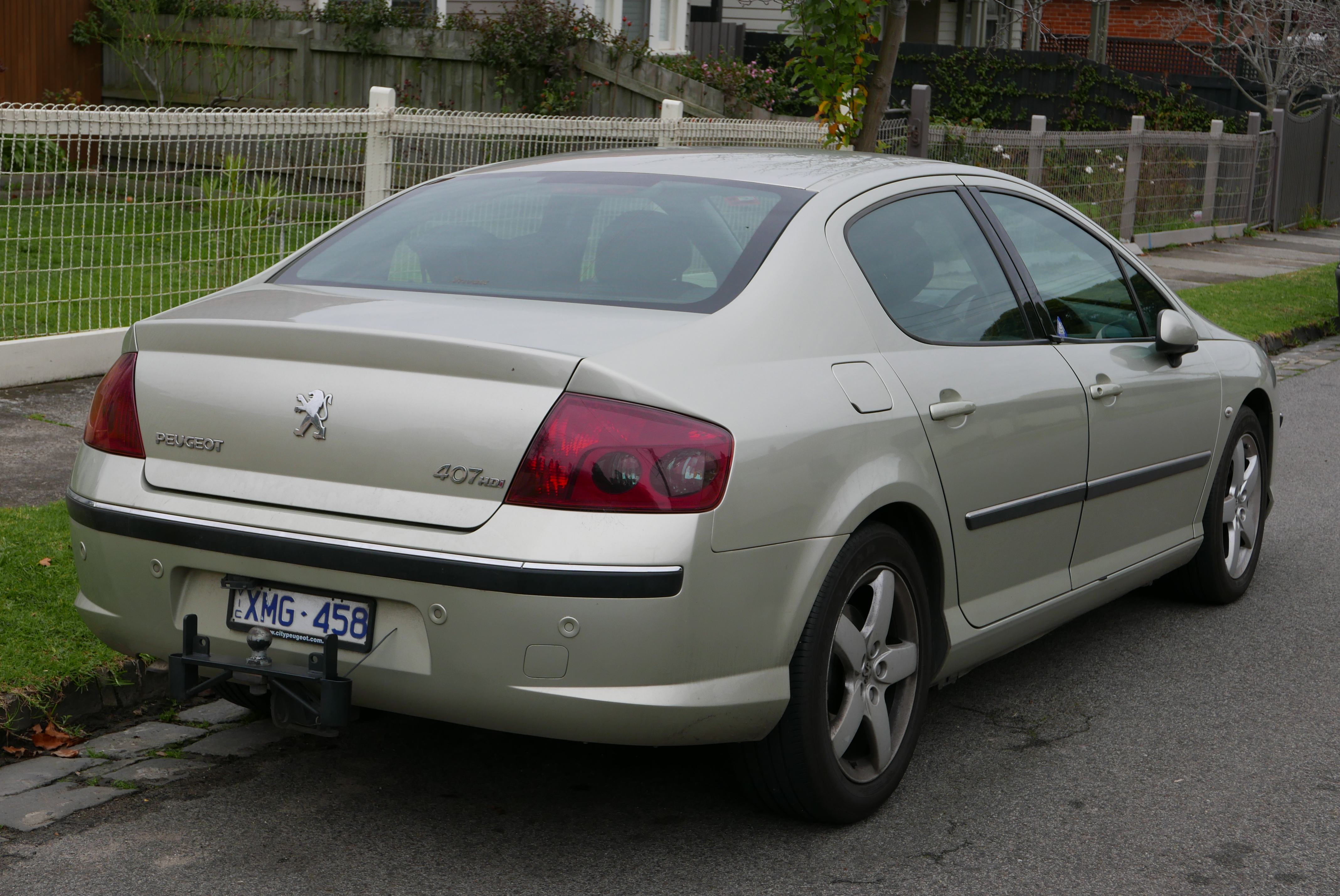
Peugeot 407 – tył

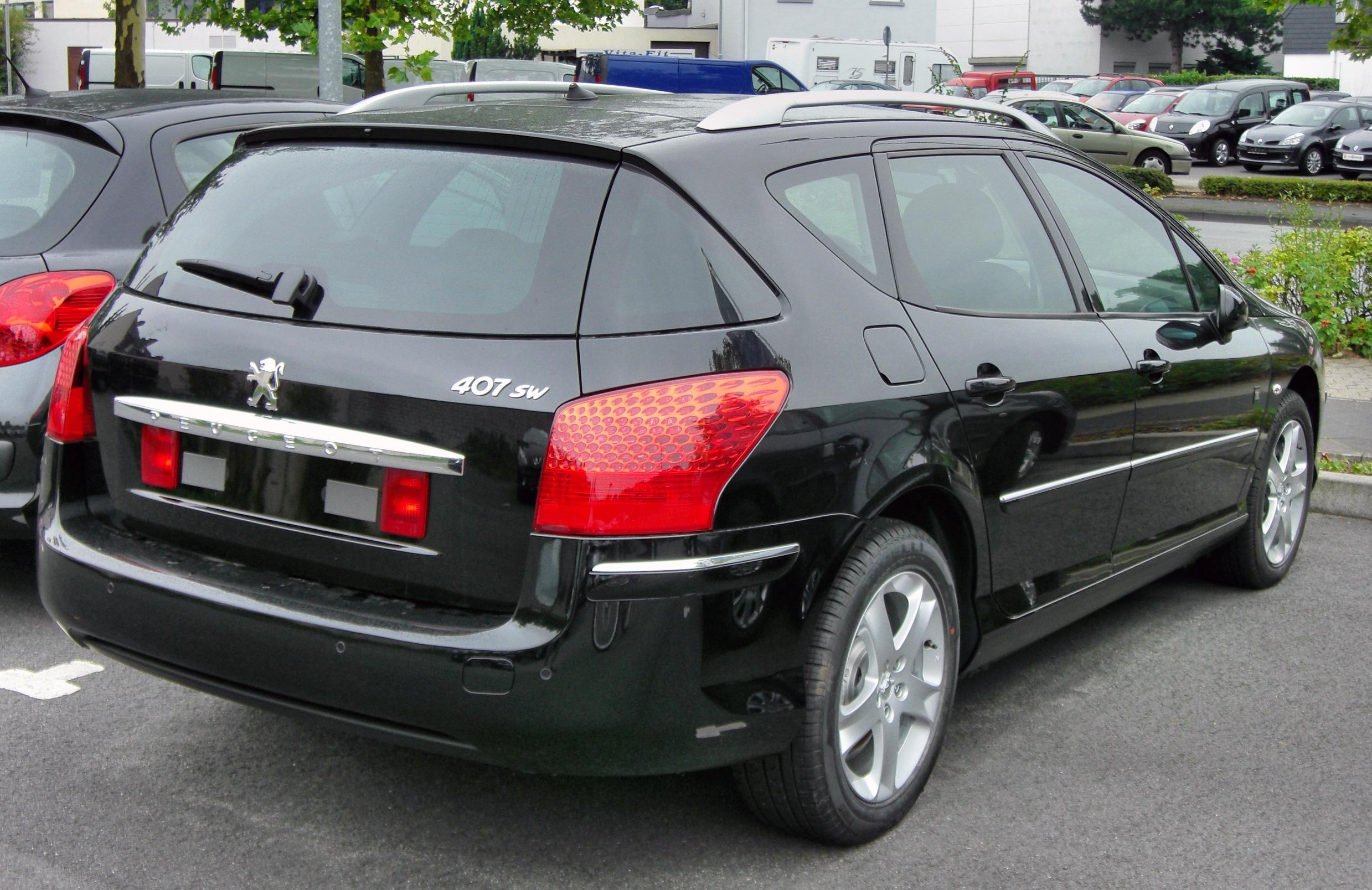
Peugeot 407 SW

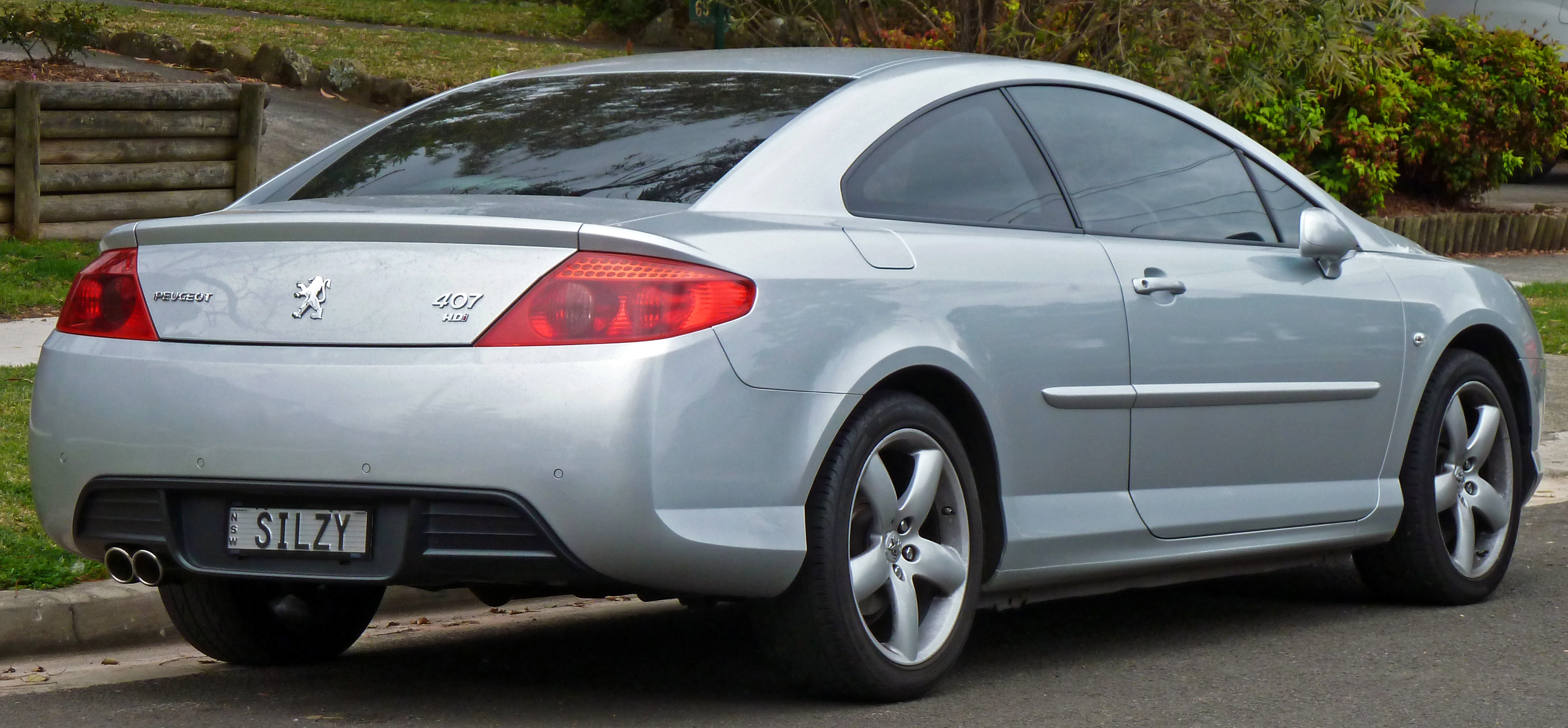
Peugeot 407 Coupe

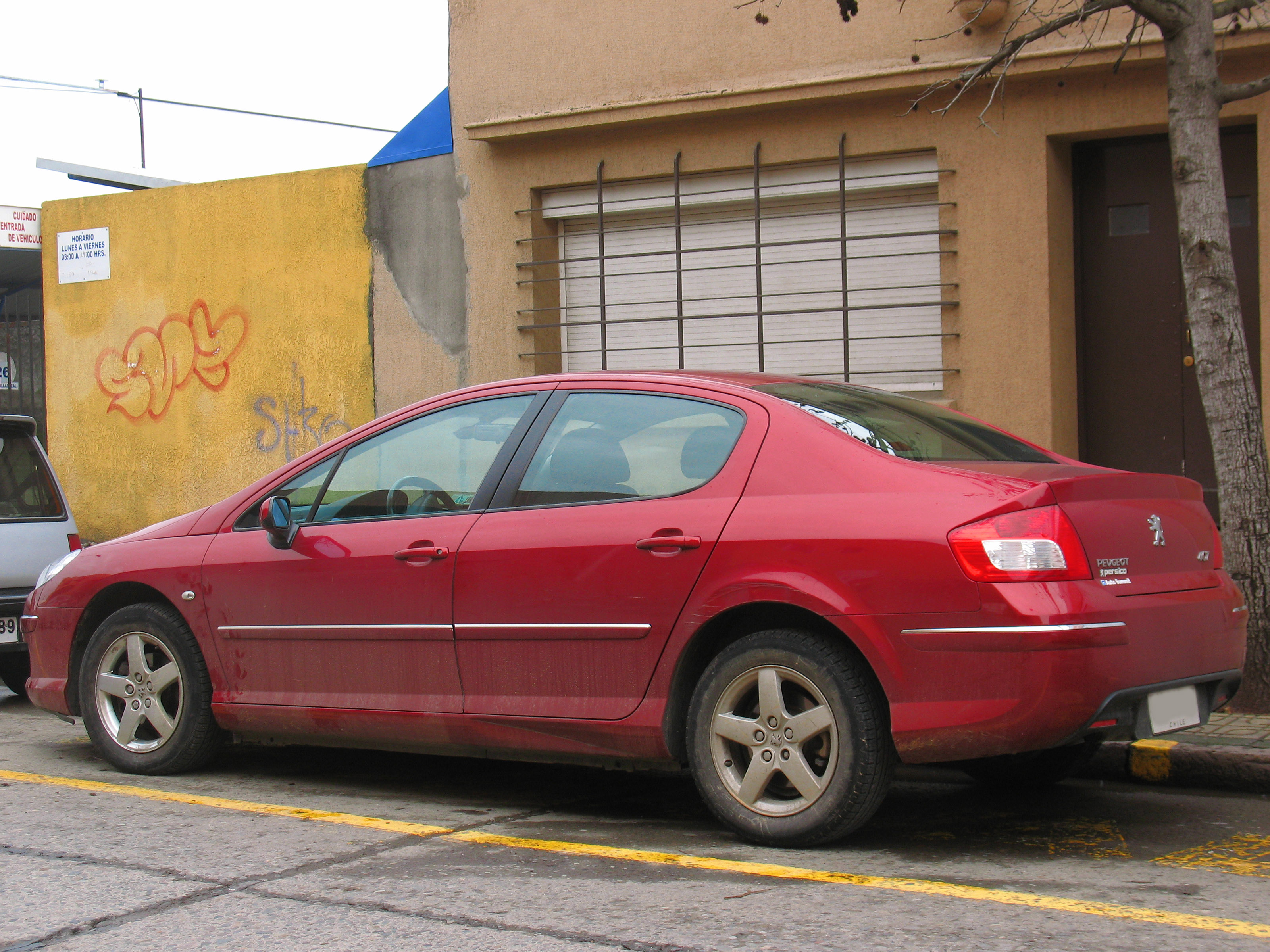
Peugeot 407 po liftingu

Pojazd został po raz pierwszy zaprezentowany podczas targów motoryzacyjnych we Frankfurcie w 2003 roku w postaci konceptu Peugeot 407 Elixir. Wersja produkcyjna zaprezentowana została podczas targów motoryzacyjnych w Genewie w 2004 roku. W 2008 roku pojazd przeszedł delikatny lifting. Przeprojektowano m.in. pas przedni dodając chromowaną osłonę atrapy chłodnicy oraz zmieniono tylny zderzak i lampy. Przy okazji liftingu, do wyposażenia standardowego pojazdu dołożono przednie czujniki parkowania.
W 2011 roku został zastąpiony Peugeotem 508.

### Wersje wyposażeniowe
- Comfort  Intense ( od 2006r )
- Sport
- Executive
- Platinum

Standardowe wyposażenie pojazdu obejmuje m.in. 6 poduszek powietrznych, system ABS, ESP, zamek centralny, elektryczne sterowanie szyb, radio oraz klimatyzację. W zależności od wersji pojazdu, można było go doposażyć m.in. w półskórzaną tapicerkę, dwustrefową klimatyzację, nawigację satelitarną, tempomat, a także m.in. czujnik zmierzchu oraz system monitorujący ciśnienie w oponach.

### Nagrody
Peugeot 407 to samochód, który otrzymał wiele tytułów i wyróżnień:
- finalista konkursu „Car of The Year 2005"
- „Auto-Moto Lider 2004” (kat. premiera motoryzacyjna)
- najlepszy samochód roku według Am&s (kat. D) we Francji (2005, 2007)
- Auto nr 1 2005 według Auto Bild Group: Chorwacja, Finlandia, Francja, Słowacja i Ukraina
- finalista „Auto 1 of Europe 2005”
- nagroda organizacji Tatcham za najlepiej zabezpieczony samochód przed kradzieżą i włamaniem (kategorie: wyższa średnia – Peugeot 407 Executive, sportowy – Peugeot 407 Coupe)

### Silniki
- Benzynowe

| Silnik             | Pojemność skokowa [cm3] | Moc maksymalna [KM] ( [kW] ) przy obr./min | Maks. moment obrotowy [Nm] przy obr./min | Układ i liczba cylindrów | Układ rozrządu/ liczba zaworów | Przyspieszenie (s) 0-100 km/h | Prędkość maksymalna km/h | Spalanie (l/100km) miasto/trasa/średnio |
| ------------------ | ----------------------- | ------------------------------------------ | ---------------------------------------- | ------------------------ | ------------------------------ | ----------------------------- | ------------------------ | --------------------------------------- |
| 1.8 16v (6FY)      | 1749                    | 125 (92)/6000                              | 170/3750                                 | R4                       | DOHC/16                        | 10,3                          | 208                      | 10,5/6,0/7,7                            |
| 2.0 16v (RFJ)      | 1997                    | 140 (103)/6000                             | 200/4000                                 | R4                       | DOHC/16                        | 9,1                           | 213                      | 11/6,4/8,1                              |
| 2.0 16v Aut. (RFJ) | 1997                    | 140 (103)/6000                             | 200/4000                                 | R4                       | DOHC/16                        | 10,5                          | 207                      | 12,5/6,3/8,6                            |
| 2.2 16v (3FY)      | 2230                    | 163 (120)/5650                             | 220/3900                                 | R4                       | DOHC/16                        | 9,0                           | 222                      | 12,9/6,8/9,0                            |
| 2.2 16v Aut. (3FY) | 2230                    | 163 (120)/5650                             | 220/3900                                 | R4                       | DOHC/16                        | 10,6                          | 213                      | 13,9/6,9/9,4                            |
| 3.0 V6 Aut. (XFV)  | 2946                    | 211 (155)/6000                             | 290/3750                                 | V6                       | DOHC/24                        | 8,4                           | 235                      | 14,5/7,0/9,8                            |

- Wysokoprężne

| Silnik                          | Pojemność skokowa [cm3] | Moc maksymalna [KM] ( [kW] ) przy obr./min | Maks. moment obrotowy [Nm] przy obr./min | Układ i liczba cylindrów | Układ rozrządu/ liczba zaworów | Przyspieszenie (s) 0-100 km/h | Prędkość maksymalna km/h | Spalanie (l/100km) miasto/trasa/średnio |
| ------------------------------- | ----------------------- | ------------------------------------------ | ---------------------------------------- | ------------------------ | ------------------------------ | ----------------------------- | ------------------------ | --------------------------------------- |
| 1.6 HDI (9HZ)                   | 1560                    | 109 (80)/4000                              | 240/1750 z overboost 260/1750            | R4                       | DOHC/16                        | 11,7                          | 192                      | 7,0/4,6/5,5                             |
| 2.0 HDI (RHR)                   | 1997                    | 136 (100)/4000                             | 320/2000 z overboost 340/2000            | R4                       | DOHC/16                        | 9,8                           | 210                      | 7,7/4,9/5,9                             |
| 2.0 HDI (RHF)                   | 1997                    | 140 (103)/4000                             | 320/2000 z overboost 340/2000            | R4                       | DOHC/16                        | 9,8                           | 208                      | 7,5/4,7/5,7                             |
| 2.0 HDI (RHH)                   | 1997                    | 163 (120)/4000                             | 340/2000 z overboost 340/2000            | R4                       | DOHC/16                        | 9,1                           | 209                      | 6,9/4,5/5,4                             |
| 2.0 HDI Aut. (RHR)              | 1997                    | 136 (100)/4000                             | 320/2000 z overboost 340/2000            | R4                       | DOHC/16                        | 10,7                          | 205                      | 10,0/5,5/7,1                            |
| 2.2 HDI (4HT)                   | 2179                    | 170 (125)/4000                             | 370/1500                                 | R4                       | DOHC/16                        | 8,7                           | 225                      | 8,1/5,0/6,1                             |
| 2.7 V6 HDI Aut. (UHZ)           | 2721                    | 204 (150)/4000                             | 440/1900                                 | V6                       | DOHC/24                        | 7,9                           | 240                      | 11,7/6,5/8,4                            |
| 3.0 V6 HDI Aut. (Coupé) (DT20C) | 2992                    | 236 (177)                                  | 450                                      | V6                       | DOHC/24                        | 7                             | 250                      | 7,2                                     |

W wersji Coupé dostępne są jedynie silniki 2.2 16V, 3.0 V6, 2.0 16V HDi, 2.7 V6 HDi i 3.0 V6 HDi.